# アカントメリディオン
アカントメリディオン（Acanthomeridion）は、カンブリア紀に生息した化石節足動物の1属。中国の澄江動物群から発見される種によって知られる。

## 形態
全長35mm程度の縦長い節足動物である。体は丸みを帯びていた頭部と11ないし12節の背板に覆われる胴部から構成されており、尾端の中央は尖った尾節をもつ。頭部左右の領域は三葉虫のように、縫合線によって隔てられている。胴部の消化管は対になる消化腺をもつ。付属肢（関節肢）は不明。

## 分類
アカントメリディオンはArtiopoda類（三葉虫・光楯類などを含む大グループ）の節足動物である。その中で、アカントメリディオンはかつてシャンダレラ類（Xanderallida、シャンダレラやシンダレラなどを含んだ群）として分類された。しかし、新たな特徴に基づいた Hou et al., 2016 の分岐学的見解では、アカントメリディオンは他のArtiopoda類より早期に分岐したとされる。
アカントメリディオン属（Acanthomeridion）は Bergstrom & Hou 1997 によって単型科であるアカントメリディオン科（Acanthomeridiidae）に含められたが、Hou et al., 2016 に科不明とされるようになった。1989年に記載され、2008年まででは8つの化石標本のみが知られる Acanthomeridion serratum と、2016年に記載され、3つの化石標本によって知られる Acanthomeridion anacanthus という2種が認められる。
Acanthomeridion serratum Hou, Chen & Lu, 1989
胴部11節、後方数節は左右に長い棘をもつ。
Acanthomeridion anacanthus Hou et al., 2016
胴部12節、後方数節の左右は長い棘を欠く。